# Rue Jean-Baptiste Vandercammen
La rue Jean-Baptiste Vandercammen est une impasse bruxelloise de la commune d'Auderghem du quartier du Parc des Princes, qui aboutit sur l'avenue Jean-François Leemans sur une longueur de 150 mètres.

## Historique et description
En 1956, on commença à bâtir le nouveau quartier nommé Parc des Princes à la limite de la forêt de Soignes. 
Le 5 octobre 1956, le conseil donna des noms de victimes de guerre à deux nouvelles rues en son sein : J.F. Leemans et J.B. Vandercammen, soldat né le 1 février 1886 à Watermael-Boitsfort, tué le 26 août 1914 à Vilvoorde, lors de la première guerre mondiale. Il n'était étonnement pas domicilié en la commune d'Auderghem.
- Premiers permis de bâtir délivrés le 22 août 1956 furent pour les n° 20 et 36.